# Alexandre Alphonse
Alexandre Alphonse (Saint-Leu-la-Forêt, 17 giugno 1982) è un allenatore di calcio ed ex calciatore francese di ruolo attaccante.
È di origini guadalupesi.

## Carriera

### Club
Ha giocato in vari club francesi: Grenoble Foot 38, Étoile-Carouge e La Chaux-de-Fonds.
Ha firmato con lo Zurigo il 10 ottobre 2005.
Il 5 luglio 2016 viene annunciato il suo trasferimento al Servette, club con il quale ha firmato un contratto per una stagione con opzione per quella successiva. Fa il suo esordio con la squadra ginevrina, il 23 luglio, in occasione della prima partita di campionato sul campo del Neuchatel Xamax, sostituendo durante il secondo tempo Mirsad Hasanovic. Il 19 febbraio, in occasione della partita casalinga contro lo Sciaffusa, segna la sua prima rete ufficiale con la maglia del Servette.

### Nazionale
Ha partecipato alla Gold Cup con la selezione guadalupese: ha giocato 3 partite ed ha segnato 1 rete il 19 luglio 2009 contro la Costa Rica.

## Palmarès

### Club

#### Competizioni nazionali
- Campionato svizzero: 3

Zurigo: 2005-2006, 2006-2007, 2008-2009
- Challenge League: 1

Servette: 2018-2019